# Liga Nacional Superior de Voleibol Femenino 2008
La Liga Nacional Superior de Voleibol del Perú 2008 de la primera división de voleibol profesional del Perú comenzó el 8 de mayo y culminó el 21 de diciembre. Participaron 14 equipos en el certamen, el campeón fue el Circolo Sportivo Italiano que se hizo con el título por primera vez en su historia.
La edición de este año tuvo mayor cobertura que las ediciones anteriores gracias al convenio firmado entre la Federación Peruana de Voleibol y el grupo Telefónica del Perú, principal proveedor de televisión por cable en el país. La televisación de los encuentros fue muy importante para el desarrollo de la Liga Nacional Superior en los años venideros.

## Equipos participantes
Fueron 14 los equipos participantes de esta edición de la Liga Nacional. Sporting Cristal participó por primera vez del certamen tras su ascenso desde la Liga Distrital de Breña. Por otro lado, los clubes Regatas Lima e Internacional de Arequipa no participaron de esta edición por problemas contractuales y económicos respectivamente.
| Club                      | Ciudad   | Sede                           | Capacidad |
| ------------------------- | -------- | ------------------------------ | --------- |
| Alianza Lima              | Lima     | C.D. Circolo Sportivo Italiano | 1.000     |
| Camino de Vida            | Lima     | C.D. Circolo Sportivo Italiano | 1.000     |
| Circolo Sportivo Italiano | Lima     | C.D. Circolo Sportivo Italiano | 1.000     |
| Deportivo Alianza         | Lima     | C.D. Circolo Sportivo Italiano | 1.000     |
| Divino Maestro            | Lima     | C.D. Circolo Sportivo Italiano | 1.000     |
| Elyagus                   | Huancayo | C.D. Circolo Sportivo Italiano | 1.000     |
| Géminis                   | Lima     | C.D. Circolo Sportivo Italiano | 1.000     |
| Huaquillay                | Lima     | C.D. Circolo Sportivo Italiano | 1.000     |
| Latino Amisa              | Lima     | C.D. Circolo Sportivo Italiano | 1.000     |
| S.I.M.A.                  | Chimbote | Coliseo Gran Chimú             | 4.500     |
| Sporting Cristal          | Lima     | C.D. Circolo Sportivo Italiano | 1.000     |
| U. César Vallejo          | Trujillo | Coliseo Gran Chimú             | 4.500     |
| Unión Monterrey           | Lima     | C.D. Circolo Sportivo Italiano | 1.000     |
| Wanka Juventus            | Lima     | C.D. Circolo Sportivo Italiano | 1.000     |

| Perú                                |
| Campeón Nacional                    |
| Circolo Sportivo Italiano 1º título |